# (38357) 1999 RE154
1999 RE154 (asteroide 38357) é um asteroide da cintura principal. Possui uma excentricidade de 0.12118850 e uma inclinação de 14.20641º.
Este asteroide foi descoberto no dia 9 de setembro de 1999 por LINEAR em Socorro.